# Västra torget
Västra torget, tidigare Västra salutorget, är ett marknadstorg i Jönköping i stadsdelen Västra centrum.
I den medeltida staden Jönköping, som låg väster om den nutida Hamnkanalen, låg salutorget ungefär där hotell Portalen ligger idag, dvs i kvarteret mellan nuvarande Västra Storgatan, Barnarpsgatan, Skolgatan och Trägdårdsgatan. Efter det att denna stadsbebyggelse bränts ned inför en väntad dansk belägring 1612, återuppbyggdes staden en bit österut, på sandreveln mellan Vättern och Munksjön öster om Hamnkanalen. Stadens nya marknadstorg, "Stora Torget", lades då ut vid Östra Storgatan, numera Hovrättstorget. Detta torg, under första delen av 1800-talet kompletterat med närbelägna Östra torget, var under närmare en kvarts sekel stadens stora marknadstorg.
Vid planeringen av den förnyade bebyggelsen på Väster, då kallat Förstaden, som tillkom i samband med nedrivningen av slottbefästningarna i mitten av 1800-talet, lades i stadsplanen 1864 in ett nytt torg i det kvarter som nu upptas av Sofiakyrkan, vilken byggdes 1884–1888. Sofiakyrkan hade ursprungligen planerats att uppföras i det kvarter, där det nya läroverket uppfördes omkring 1913. I och med att Sofiakyrkan sedan i stället byggdes på den tilltänkta torgplatsen, lades i planen ut en ny torgplats av ett par kvarters storlek två kvarter väster om den gamla tilltänkta platsen, mellan Kapell-, Brunns-, Pil- och Gjuterigatorna. År 1884 började det nya Västra Torget användas.
Innan Västra torget iordningställdes, bedrevs torghandel i Förstaden på andra platser. Till dess Rådhusparken började anläggas 1871 pågick torghandel på en del av den ännu inte stadsplanelagda Förborgen vid Hamnkanalen, som kallades Svintorget. Från 1873 blir den tomt, som Sofiakyrkan drygt tio år senare byggs på, salutorg för ett antal år, och därefter stensätts Järnvägstorget och används som Västers salutorg.
År 1925 flyttade stadens dominerande torghandel från Östra torget i Östra centrum, där den varit sedan 1855, till Västra torget, och sedan dess har Västra torget varit stadens ledande salutorg.
På 1960-talet och i början av 1970-talet genomgick bebyggelsen runt Västra Torget en stor förändring med rivningar av flertalet befintliga träbyggnader.
Norra delen av Västra Torget är numera en liten park, Olof Palmes park. Där är konstverket Nike - fredsskulptur till Olof Palmes minne av Owe Pellsjö placerat sedan 1989. Vid torgets västra sida ligger sedan 1981 Jönköpings pingstkyrka. Där låg tidigare bostadslängor med arbetarbostäder, som byggts av Jönköpings tändsticksfabrik.